# شهرستان آنزه
شهرستان آنزه (به لاتین: Anze County) یک منطقهٔ مسکونی در چین است که در لینفن واقع شده‌است.